# Baía de Temriuk

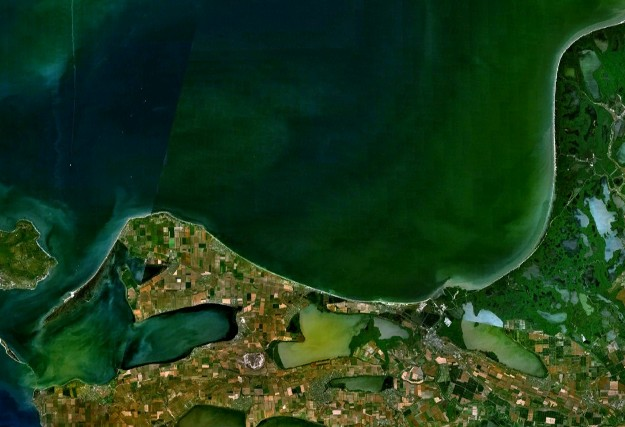
Baía de Temriuk (centro) e baía de Taman (esquerda)

A baía de Temriuk (em russo:  Темрюкский залив, transl. Temriukskiy zaliv) é uma baía localizada ao largo da costa sudeste do mar de Azov, Krasnodar. Está localizado entre o cabo Kamenny e o cabo Achuevsky. A baía tem um comprimento de 27 km, uma largura de 60 km e uma profundidade de até 11 m.
O canal principal do rio Cubã flui para a baía. Perto da foz do rio Cubã estão os estuários rasos de Kurchansky e Akhtanizovsky e a cidade de Temriuk. Também na baía estão os assentamentos de Priazovsky, Kuchugury, Peresyp e Golubitskaya. A costa é baixa, coberta de palhetas e na parte sudoeste da baía fica ilha Peschanyy. Congela de meados de janeiro a março. A pesca é praticada na baía.